# HD 111774
HD 111774，又名CD-39 7879，SAO 203881、HR 4879，是一颗恒星，视星等为5.98，位于銀經303.04，銀緯23.19，其B1900.0坐标为赤經12h 46m 26.4s，赤緯-39° 23.19′ 9″。